# Miss United Kingdom
Miss United Kingdom is de titel die de hoogst geëindigde Britse deelneemster van de Miss World-verkiezing krijgt.

## Geschiedenis
Miss United Kingdom werd in de jaren 1950 opgericht door Eric Morley die ook de Miss World-verkiezing had opgericht.Vanaf 1960 werd de missverkiezing in de vier landsdelen van Groot-Brittannië gehouden. Eerst vond in elk landsdeel een voorverkiezing plaats waarvan de top doorging naar de nationale wedstrijd. De winnares daarvan ging vervolgens door naar Miss World.
Vanaf 1999 mochten de vier landsdelen Engeland, Wales, Schotland en Noord-Ierland elk een eigen kandidate naar Miss World afvaardigen. Diegene van de vier die dan het hoogst eindigde kreeg vervolgens de titel Miss United Kingdom.
Het jaar daarop vertegenwoordigt zij dan haar land bij de Miss International-verkiezing.

## Winnaressen

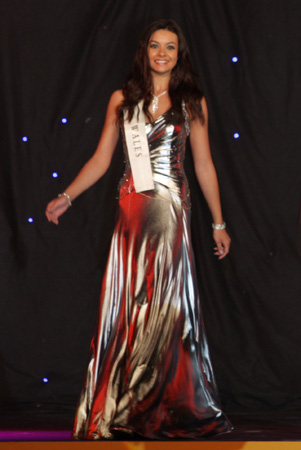
Chloe-Beth Morgan, Miss Wales/United Kingdom 2008, foto uit 2008.

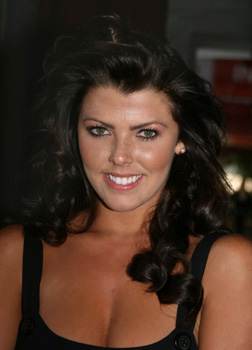
Nieve Jennings, Miss Scotland/United Kingdom 2007, foto uit 2007.

| Jaar | Naam                    | Regio         |
| ---- | ----------------------- | ------------- |
| 2011 | Alize Lily Mounter      | Engeland      |
| 2010 | Nicola Mimnagh          | Schotland     |
| 2009 | Katharine Brown         | Schotland     |
| 2008 | Chloe-Beth Morgan       | Wales         |
| 2007 | Nieve Jennings          | Schotland     |
| 2006 | Nicola Mclean           | Schotland     |
| 2005 | Lucy Avril Evangelista  | Noord-Ierland |
| 2004 | Nicola Jolly            | Schotland     |
| 2003 | Jackie Turner           | Engeland      |
| 2002 | Gayle Williamson        | Noord-Ierland |
| 2001 | Juliet-Jane Horne       | Schotland     |
| 2000 | Michelle Watson         | Schotland     |
| 1999 | Nicola Willoughby       | Engeland      |
| 1998 | Emmalene McLoughlin     | Engeland      |
| 1997 | Vicki-Lee Walberg       | Engeland      |
| 1996 | Rachael Lize Warner     | Wales         |
| 1995 | Shauna Marie Gunn       | Noord-Ierland |
| 1994 | Melanie Abdoun          | Engeland      |
| 1993 | Amanda Louise Johnson   | Engeland      |
| 1992 | Claire Elizabeth Smith  | Engeland      |
| 1991 | Johanne Elizabeth Lewis | Engeland      |
| 1990 | Helen Upton             | Engeland      |
| 1989 | Suzanne Younger         | Wales         |
| 1988 | Kirsty Roper            | Engeland      |
| 1987 | Karen Mellor            | Engeland      |
| 1986 | Alison Slack            | Engeland      |
| 1985 | Mandy Adele Shires      | Engeland      |
| 1984 | Vivienne Rooke          | Engeland      |
| 1983 | Sarah-Jane Hutt         | Engeland      |
| 1982 | Della Frances Dolan     | Engeland      |
| 1981 | Michele Donnelly        | Wales         |
| 1980 | Kim Ashfield            | Wales         |
| 1979 | Carolyn Ann Seaward     | Engeland      |
| 1978 | Elizabeth Ann Jones     | Wales         |
| 1977 | Madeleine Stringer      | Engeland      |
| 1976 | Carol Jean Grant        | Schotland     |
| 1975 | Vicki Harris            | Engeland      |
| 1974 | Helen Morgan            | Wales         |
| 1973 | Veronica Ann Cross      | Engeland      |
| 1972 | Jennifer McAdam         | Engeland      |
| 1971 | Marilyn Ward            | Engeland      |
| 1970 | Yvonne Ormes            | Engeland      |
| 1969 | Sheena Drummond         | Schotland     |
| 1968 | Kathleen Winstanley     | Engeland      |
| 1967 | Jennifer Lynn Lewis     | Engeland      |
| 1966 | Jennifer Lowe Summers   | Engeland      |
| 1965 | Lesley Langley          | Engeland      |
| 1964 | Ann Sidney              | Engeland      |
| 1963 | Diane Westbury          | Engeland      |
| 1962 | Jackie White            | Engeland      |
| 1961 | Rosemarie Frankland     | Engeland      |
| 1960 | Hilda Fairclough        | Engeland      |
| 1959 | Anne Thelwell           | Engeland      |
| 1958 | Eileen Sheridan         | Engeland      |